# Colonia Golfului Massachusetts
Colonia Golfului Massachusetts (în engleză Massachusetts Bay Colony) a fost una dintre coloniile Imperiului Britanic în America de Nord formată în jurul golfului Massachusetts. A fost una dintre coloniile care mai târziu vor forma Provincia Golfului Massachusetts.